# Сегал, Лев Ионтелевич
Лев Ионтелевич Сегал — израильский скульптор и художник.

## Биография
Лев Ионтелевич Сегал родился 19 июля 1933 года в украинском городе Белая Церковь. В 1941 году, после начала ВОВ семья Сегал была эвакуирована сначала в Сталинградскую область, а потом под обстрелами в Новосибирск. Возвратились из эвакуации уже в Киев. В 1947 году, в 14 лет Лев Сегал, чтобы поддержать семью, пошел работать на завод, стал квалифицированным механиком и одновременно заканчивал вечернюю школу. В 1951—1954 гг. служил в армии в инженерных войсках, строя понтонные мосты. Демобилизовавшись Лев Сегал вернулся в Киев и работал механиком по ремонту счетных и пишущих машинок. Параллельно занимался рисунком и скульптурой, учился в художественной студии. В 1973 г. Сегал вместе со своей семьей репатриировался в Израиль и поселился в г. Нетания. Сначала работал механиком на военной базе, графиком в городской мэрии, а затем в оборудованной им самим мастерской в творческом объединении «Деревня художников Са -Нур» (Самария), одним из основателей которого он был. В это время Сегал создавал в основном объемные скульптуры малой формы, а потом, изучив в мастерской скульптора Баруха Сакциера методику изготовления форм и процесс литья, создал целый ряд бронзовых скульптур большой формы, установленных в городе Нетания.

## Творчество
Увлекшись чеканкой, Сегал самостоятельно освоил этот вид искусства и выполнил ряд чеканных портретов. В их числе: военный кинооператор, лауреат Сталинской премии Стояновский Семён Абрамович, погибший в апреле 1945 г. при освобождении Вены, главный дирижёр Киевского театра оперы и балета имени Т.Шевченко Чистяков Борис Ильич, скрипачка Пархоменко Ольга Михайловна, Шолом-Алейхем, Михоэлс Соломон Михайлович, Маркиш Перец Давидович, Хемингуэй, Бетховен, Шота Руставели, Иван Котляревский, Леся Украинка и др. Работы Сегала выаставленные на Украинской республиканской выставке в Октябьском дворце были награждены медалью, а чеканная композиция «Пастухи», выставленная среди других его работ в Москве на всесоюзной выставке в Манеже, была удостоена диплома. Некоторые из работ приобрели Национальный художественный музей Украины и Музей Леси Украинки (Киев). Вывезти в Израиль Сегал смог только одну свою работу — чеканный портрет С. Михоэлса, выполненный на золотистой латуни, который был в 1973 г. сначала приобретен для Иерусалимского музея театра «Идиш», а сейчас Национальная  библиотека Израиля в Иерусалиме демонстрирует его среди портретов других выдающихся людей. В Израиле были созданы рельефы «Йом Кипур», «В. Жаботинский», « Д. Гофштейн», « Н. Паганини», «Влюбленные», «Друзья», «Мать с письмом»… Всего Сегал создал более 30 работ в жанре портретных рельефов, выполненных на красной меди и золотистой латуни. Среди более 40 барельефов, то есть визуально более объемных рельефов, выделяются такие композиционно законченные жемчужины, как «Ле-хаим», «Размышления», «Рыбный базар», «Местечко», «Зажигание субботних свечей», «Дождь», «Сплетница», «Оркестр», «Хасиды», «Молитва»…. Со временем Сегал перешел к созданию бронзовых объемных скульптур малых форм. Среди них такие, как «Утро», «Обнаженная»,"Балерина", «Материнство», «Мать с малышом», но, в основном, это персонажи Шолом Алейхема: «Мотл», «Тевье», «Портной», «Сапожник», «Бабушка», «Водонос», «Дождь», «Слепой музыкант», «Беседа», «Дуэт», «Серенада», «Скрипач», «Танцующий клезмер», «Играющий на контрабасе», «Кларнетист», «Играющий на трубе», «Барабанщик», сам «Шолом Алейхем» — всего более 30 скульптур.;. Доктор искусствоведения профессор Г. Островский писал о скульпторе: "Лев Сегал занимает особенное место в современном израильском искусстве. В его работах воплощены в жизнь традиции еврейского искусства. Эти традиции вливаются натурально, подобно реке, в еврейскую культуру…Творческий мир Льва Сегала необычайно достоверный, конкретный, осязаемый. Это мир местечка с его стариками и беззащитными детьми, ремесленниками и торговцами, непременными козами, курами, лошадьми, мир большой нужды и маленьких радостей…. В 1995 г. Лев Сегал победил на конкурсе по установке скульптуры в г. Натания и в 1997 г. в городе была установлена отлитая им из бронзы трехметровая фигура «Скрипач на крыше». В 2004 г. в Нетании была установлена бронзовая скульптурная пара Сегала «Клезмеры»: «Кларнетист» и «Танцующий». Спустя три года они превратились в квартет — к ним добавились двухметровые «Барабанщик» и «Контрабасист». В 2011 г. Лев Сегал победил в конкурсе проектов на создание памятника Шолом-Алейхему и в 2012 г. в г. Нетания был установлен созданный скульптором трехметровый бронзовый памятник классику еврейской литературы. Рядом с пьядесталом — текст, специально написанный и присланный американской писательницей Бел Кауфман, внучкой Шолом Алейхема: «Выдающемуся писателю на идиш — душе еврейского народа».
Лев Сегал был одним из создателей творческого объединения «Деревня художников Са-Нур», является членом творческого союза «Объединение профессиональных художников Израиля». Работы Льва Сегала выставлялись на 36 персональных выставках, и более 60 коллективных выставках в России, Украине, Израиле, Франции, Германии. Они находятся в музеях и частных коллекциях этих стран, а также в США, Голландии и Бельгии. За создание скульптур в г. Нетания Льву Сегалу было присвоено звание «Почетный гражданин г. Нетания».